# Cyornis ocularis
Cyornis ocularis és una espècie d'ocell de la família dels muscicàpids (Muscicapidae) endèmic de l'arxipèlag de Sulu, al sud-oest les Filipines. Habita els boscos tropicals i subtropicals de frondoses humits de l'estatge montà.

## Taxonomia
Anteriorment se'l considerava una subespècie del papamosques cuabrú (Cyornis ruficauda ocularis), però el 2021 el Congrés Ornitològic Internacional va decidir segmentar aquest tàxon en tres espècies diferents:
- Cyornis ruficauda (stricto sensu) - Filipines.
- Cyornis ocularis - Arxipèlag Sulu.
- Cyornis ruficrissa - Nord de Borneo.

Tanmateix, altres obres taxonòmiques, com el Handook of the Birds of the World i la quarta versió de la BirdLife International Checklist of the birds of the world (Desembre 2019), encara no han adoptat aquesta segmentació.